# غروسر برايس ديس كانتونس أرجو 2021
غروسر برايس ديس كانتونس أرجو 2021 هو سباق دراجات هوائية، وهو الموسم رقم 57 من غروسر برايس ديس كانتونس أرجو، وأقيم في 4 يونيو 2021، وامتدّ لمسافة 173.82 كيلومتر، وهو أحد سباقات طواف أوروبا للدراجات 2021، وهو من نوع سباق يوم واحد، وشارك فيه 147 متسابقاً ووصل إلى نهايته 113 متسابقاً.
فاز فيه بالمركز الأول Ide Schelling ‏، وبالمركز الثاني روي كوستا، وبالمركز الثالث استيبان تشافيس.

## الفرق
| فرق عالمية (6)- AG2R Citroën Team - Bora-Hansgrohe - Intermarché-Wanty-Gobert Matériaux - Team BikeExchange - Qhubeka Assos - UAE Team Emirates فرق برو (7)- Arkéa-Samsic - غازبروم روسفيلو 2021 ‏ - سبورت فلاندرين بالويس 2021 ‏ - Total Direct Énergie - Bardiani CSF Faizanè - بنجوال دبليو بي 2021 ‏ - 2021 ويلير تريستينا-سيل إيطاليا ‏ فرق قارية (8)- فورارلبرغ 2021 ‏ - MG.K vis Colors for Peace ‏ - أموري وفيتا - برودير 2021 ‏ - نيبو-بروفانس-بتس كونتي 2021 ‏ - سويس ريسينغ أكادمي 2021 ‏ - إكس-سبيد يونايتد 2021 ‏ - Massi Vivo-Conecta - Leopard TOGT Pro Cycling ‏ فريق وطني- فريق سويسرا لركوب الدراجات 2021 ‏ |  |
| |  |

## التصنيف العام النهائي
| التصنيف العام         | التصنيف العام    | التصنيف العام | التصنيف العام                      | التصنيف العام     |
| العداء                | العداء           | البلد         | الفريق                             | الوقت             |
| --------------------- | ---------------- | ------------- | ---------------------------------- | ----------------- |
| 1                     | Ide Schelling ‏   | هولندا        | بورا هانسغروه                      | 4 س 05 دقيقة 45 ث |
| 2                     | روي كوستا        | البرتغال      | فريق الإمارات                      | + 0 ث             |
| 3                     | استيبان تشافيس   | كولومبيا      | Team BikeExchange                  | + 0 ث             |
| 4                     | جياكومو نيزولو   | إيطاليا       | Qhubeka Assos                      | + 15 ث            |
| 5                     | باسكال أكرمان    | ألمانيا       | بورا هانسغروه                      | + 15 ث            |
| 6                     | مايكل ماثيوز     | أستراليا      | Team BikeExchange                  | + 15 ث            |
| 7                     | ماركو تيزا       | إيطاليا       | Amore & Vita                       | + 15 ث            |
| 8                     | أندريا باسكولون  | إيطاليا       | Intermarché-Wanty-Gobert Matériaux | + 15 ث            |
| 9                     | Gijs Van Hoecke ‏ | بلجيكا        | AG2R Citroën Team                  | + 15 ث            |
| 10                    | جوليان سيمون     | فرنسا         | Total Direct Énergie               | + 15 ث            |
| مصدر: ProCyclingStats |                  |               |                                    |                   |

## وصلات خارجية
- الموقع الرسمي
- لمحة عن سباق غروسر برايس ديس كانتونس أرجو 2021 على موقع  ProCyclingStats   (برو  سايكلنج  ستاتس) - إحصاءات  محترفي  الدراجات.
- غروسر برايس ديس كانتونس أرجو 2021 على موقع إحصائيات الدراجات الإحترافية (الإنجليزية)